# Cratospila longicornis
Cratospila longicornis är en stekelart som beskrevs av Szepligeti 1905. Cratospila longicornis ingår i släktet Cratospila och familjen bracksteklar. Inga underarter finns listade i Catalogue of Life.